# Corrado Urbano
Corrado Urbano (Piedimonte San Germano, 26 novembre 1961) è un allenatore di calcio ed ex calciatore italiano, di ruolo centrocampista, tecnico del Cassino.

## Carriera

### Giocatore
Cresciuto nelle file del Cassino, ha debuttato in Serie C2 nella stagione 1978-1979. Nel 1980 è stato acquistato dallo Squinzano, sempre in Serie C2. L'anno successivo è salito di categoria, trasferendosi alla Casertana. Ha militato nel club campano per tre stagioni. Nella stagione 1984-1985 ha giocato con il Foggia, in Serie C1. Nel 1985 è stato acquistato dall'Empoli, squadra di Serie B. Con il club toscano ha ottenuto la promozione in Serie A nel 1986. Ha debuttato in massima serie il 14 settembre 1986, in Empoli-Inter (1-0). Ha militato nel club azzurro per tre stagioni, totalizzando 108 presenze e 4 reti. Nel 1988 è passato al Bari. Con i pugliesi ha ottenuto la promozione in Serie A nel 1989. Ha militato nelle file dei galletti per tre stagioni. In questa esperienza in terra pugliese ha vinto la Coppa Mitropa 1990 ed ha totalizzato 66 presenze in tre stagione. Nel 1990 è passato alla Salernitana. Nella stagione 1992-1993 ha militato nelle file del Sora, in Serie C2. Ha concluso la propria carriera da calciatore nel 1994, dopo una stagione al Real Piedimonte, club della sua città natale.

### Allenatore
Terminata la carriera da calciatore, ha iniziato la carriera da allenatore al Real Piedimonte, club di Piedimonte San Germano. Ha allenato il club pedemontano fino al 1998, arrivando a giocare il Campionato Nazionale Dilettanti nella stagione 1997-1998.
Terminata l'esperienza al Real Piedimonte, nella stagione successiva è tecnico del Civitavecchia.
Dopo le esperienze con Cassino, Casertana e Potenza, dal 2004 al 2006 allena l'Ostia Mare. Tra il 2007 e il 2008 diviene tecnico del Venafro.
Nella stagione 2008-2009 ha guidato il Gaeta.
Nel 2009 è tornato al Venafro. Nel luglio tecnico dell'Olympia Agnonese.
Dopo tre stagioni nel club molisano, nel luglio 2014  siede sulla panchina della Primavera del Bari.
Nel maggio 2017, dopo 17 anni, torna sulla panchina  del Cassino. Esperienza che si chiude al termine della stagione 2019-20
Il 19 giugno 2020 è stato ufficializzato come nuovo tecnico del Matese, in Serie D. Al termine della stagione 2021-2022 non viene confermato, salvo essere richiamato il 16 settembre 2022 , in seguito all'esonero di Fabrizio Perrotti. Il 6 febbraio 2024, con la squadra ultima in classifica, rassegna le dimissioni .
Il 23 giugno 2024 ritorna dopo 13 anni sulla panchina  del Venafro, squadra iscritta al torneo molisano di Eccellenza, con la quale nel febbraio 2025 conquista la fase regionale della  coppa italia.
Il 25 giugno 2025  il Cassino, club di Serie D, ufficializza il ritorno del tecnico alla guida della prima squadra, a partire del 1° luglio seguente.

## Statistiche

### Presenze e reti nei club
| Stagione           | Squadra            | Campionato         | Campionato | Campionato | Coppe nazionali | Coppe nazionali | Coppe nazionali | Coppe continentali | Coppe continentali | Coppe continentali | Altre coppe | Altre coppe | Altre coppe | Totale | Totale | Totale |
| Stagione           | Squadra            | Comp               | Pres       | Reti       | Comp            | Pres            | Reti            | Comp               | Pres               | Reti               | Comp        | Pres        | Reti        | Pres   | Reti   |        |
| ------------------ | ------------------ | ------------------ | ---------- | ---------- | --------------- | --------------- | --------------- | ------------------ | ------------------ | ------------------ | ----------- | ----------- | ----------- | ------ | ------ | ------ |
| 1978-1979          | Cassino            | C2                 | 6          | 1          | CISP            | ?               | ?               | -                  | -                  | -                  | -           | -           | -           | 6+     | 1+     |        |
| 1979-1980          | Cassino            | C2                 | 29         | 5          | CISP            | ?               | ?               | -                  | -                  | -                  | -           | -           | -           | 29+    | 5+     |        |
| Totale Cassino     | Totale Cassino     | Totale Cassino     | 35         | 6          |                 | ?               | ?               |                    | -                  | -                  |             | -           | -           | 35+    | 6+     |        |
| 1980-1981          | Squinzano          | C2                 | 32         | 2          | CISP            | ?               | ?               | -                  | -                  | -                  | -           | -           | -           | 32+    | 2+     |        |
| 1981-1982          | Casertana          | C1                 | 31         | 2          | CISC            | ?               | ?               | -                  | -                  | -                  | -           | -           | -           | 31+    | 2+     |        |
| 1982-1983          | Casertana          | C1                 | 34         | 1          | CISC            | ?               | ?               | -                  | -                  | -                  | -           | -           | -           | 34+    | 1+     |        |
| 1983-1984          | Casertana          | C1                 | 33         | 1          | CISC            | ?               | ?               | -                  | -                  | -                  | -           | -           | -           | 33+    | 1+     |        |
| Totale Lucchese    | Totale Lucchese    | Totale Lucchese    | 98         | 4          |                 | ?               | ?               |                    | -                  | -                  |             | -           | -           | 98+    | 4+     |        |
| 1984-1985          | Foggia             | C1                 | 32         | 1          | CI+CISC         | 5+?             | 0+?             | -                  | -                  | -                  | -           | -           | -           | 37+    | 1+     |        |
| 1985-1986          | Empoli             | B                  | 36         | 3          | CI              | 8               | 0               | -                  | -                  | -                  | -           | -           | -           | 44     | 3      |        |
| 1986-1987          | Empoli             | A                  | 28         | 1          | CI              | 7               | 0               | -                  | -                  | -                  | -           | -           | -           | 35     | 1      |        |
| 1987-1988          | Empoli             | A                  | 26         | 0          | CI              | 3               | 0               | -                  | -                  | -                  | -           | -           | -           | 29     | 0      |        |
| Totale Empoli      | Totale Empoli      | Totale Empoli      | 90         | 4          |                 | 18              | 0               |                    | -                  | -                  |             | -           | -           | 108    | 4      |        |
| 1988-1989          | Bari               | B                  | 32         | 0          | CI              | 3               | 0               | -                  | -                  | -                  | -           | -           | -           | 35     | 0      |        |
| 1989-1990          | Bari               | A                  | 22         | 0          | CI              | 2               | 0               | CM                 | 2                  | 0                  | -           | -           | -           | 26     | 0      |        |
| lug.-ott. 1990     | Bari               | A                  | 3          | 0          | CI              | 2               | 0               | -                  | -                  | -                  | -           | -           | -           | 5      | 0      |        |
| Totale Bari        | Totale Bari        | Totale Bari        | 57         | 0          |                 | 7               | 0               |                    | 2                  | 0                  |             | -           | -           | 66     | 0      |        |
| ott. 1990-1991     | Salernitana        | B                  | 7          | 0          | CI              | 0               | 0               | -                  | -                  | -                  | -           | -           | -           | 7      | 0      |        |
| 1991-1992          | Salernitana        | C1                 | 22         | 0          | CISC            | ?               | ?               | -                  | -                  | -                  | -           | -           | -           | 22+    | 0+     |        |
| Totale Salernitana | Totale Salernitana | Totale Salernitana | 29         | 0          |                 | 0+              | 0+              |                    | -                  | -                  |             | -           | -           | 29+    | 0+     |        |
| 1992-1993          | Sora               | C2                 | 16         | 0          | CISC            | ?               | ?               | -                  | -                  | -                  | -           | -           | -           | 16+    | 0+     |        |
| 1993-1994          | Real Piedimonte    | Prom.              | 20         | 3          | -               | -               | -               | -                  | -                  | -                  | -           | -           | -           | 20     | 3      |        |
| Totale carriera    | Totale carriera    | Totale carriera    | 409        | 20         |                 | 30+             | 0+              |                    | 2                  | 0                  |             | -           | -           | 441+   | 20+    |        |

## Palmarès

### Giocatore

#### Competizioni internazionali
- Coppa Mitropa: 1

Bari: 1990

### Allenatore

#### Competizioni regionali
- Eccellenza: 2

Venafro: 2009-2010
Real Piedimonte: 1996-1997
- Promozione: 1

Real Piedimonte: 1995-1996